# Irländsk nationalism
Irländsk nationalism är en ideologisk strävan, främst bland den katolska befolkningen i Nordirland, som önskar att Nordirland blir en del av den irländska republiken istället för att vara en del av Förenade kungariket Storbritannien och Nordirland. Anhängarna kallas nationalister eller republikaner i motsats till de unionister eller lojalister som har starkt stöd bland den protestantiska befolkningen och som vill att Nordirland ska fortsätta vara en del av unionen med Storbritannien och som är lojala med den brittiska staten.
Det finns dock såväl katoliker som vill att Nordirland ska förbli en del av Förenade kungariket som protestanter som vill se en (åter)förening med Irland.